# Nuevo Sabanilla
Nuevo Sabanilla är en ort i Mexiko.   Den ligger i kommunen Parras och delstaten Coahuila, i den centrala delen av landet, 700 km norr om huvudstaden Mexico City. Nuevo Sabanilla ligger 1 643 meter över havet och antalet invånare är 324.
Terrängen runt Nuevo Sabanilla är kuperad norrut, men söderut är den platt. Runt Nuevo Sabanilla är det mycket glesbefolkat, med 3 invånare per kvadratkilometer. Det finns inga andra samhällen i närheten. Omgivningarna runt Nuevo Sabanilla är i huvudsak ett öppet busklandskap.